# Milano-Roma
Milano-Roma è stato un programma televisivo italiano di genere reality, andato in onda dal 1997 al 2002 e, con una nuova edizione sottotitolata In viaggio con i Gialappa's, dal 2016 al 2017, caratterizzata dagli interventi audio della Gialappa's Band.

## Il programma
Il format del programma prevede che due VIP siano ripresi dalle telecamere nel corso di un viaggio insieme in automobile da Milano a Roma, percorrendo l'Autostrada del Sole. Nelle prime edizioni del programma i protagonisti del viaggio erano lasciati completamente soli, senza il supporto di un presentatore o commentatore. Nella quinta edizione del 2016, che ha anche avuto il sostegno di Autostrade per l'Italia, i membri della Gialappa's Band interagiscono con i protagonisti a bordo dell'automobile ponendogli domande o commentando i fatti che stanno accadendo nel corso del viaggio.
Nella puntata pilota in onda il 10 dicembre 1997 come anteprima della prima edizione, Dario Fo scoprì di aver vinto il Premio Nobel per la Letteratura mentre era in viaggio con Ambra Angiolini, da un gruppo di amici che li accostarono in autostrada sotto lo sguardo delle telecamere.

## Edizioni

### Prima edizione
| Puntata   | Messa in onda    | Protagonisti                      | Telespettatori | Share  |
| --------- | ---------------- | --------------------------------- | -------------- | ------ |
| Anteprima | 10 dicembre 1997 | Ambra Angiolini e Dario Fo        |                |        |
| 1         | 23 gennaio 1998  | Mike Bongiorno e Fabio Fazio      |                | 15,62% |
| 2         | 30 gennaio 1998  | Claudia Koll e Achille Occhetto   |                |        |
| 3         | 6 febbraio 1998  | Nancy Brilli e Gad Lerner         |                |        |
| 4         | 13 febbraio 1998 | Alessandro Gassman e Eva Robin's  |                |        |
| 5         | 6 marzo 1998     | Serena Dandini e Julio Velasco    |                |        |
| 6         | 27 marzo 1998    | Ersilio Tonini e Oliviero Toscani |                |        |
| 7         | 3 aprile 1998    | Ambra Angiolini e Dario Fo        |                |        |
| 8         | 17 aprile 1998   | Amanda Lear e Adriano Pappalardo  |                |        |
| 9         | 24 aprile 1998   | Enzo Iacchetti e Anna Marchesini  |                |        |
| 10        | 1º maggio 1998   | Vittorio Sgarbi e Ennio Pintacuda |                |        |

### Seconda edizione
| Puntata          | Messa in onda    | Protagonisti                          | Telespettatori | Share |
| ---------------- | ---------------- | ------------------------------------- | -------------- | ----- |
| Puntata speciale | 25 novembre 1998 | Jovanotti e Luis Sepúlveda            |                |       |
| 1                | 18 gennaio 1999  | Emilio Fede e Paolo Brosio            |                |       |
| 2                | 25 gennaio 1999  | Sandra Milo e Iva Zanicchi            |                |       |
| 3                | 1º febbraio 1999 | Francesco Rutelli e Christian De Sica |                |       |
| 4                | 8 febbraio 1999  | Ignazio La Russa e Ela Weber          |                |       |
| 5                | 22 febbraio 1999 | Cristina Parodi e Claudio Martelli    |                |       |
| 6                | 1º marzo 1999    | Selen e Oreste De Fornari             |                |       |
| 7                | 8 marzo 1999     | Antonio Di Pietro e Valeria Marini    |                |       |
| 8                | 15 marzo 1999    | Paolo Villaggio e Renato Pozzetto     |                |       |

### Terza edizione
| Puntata | Messa in onda    | Protagonisti                          | Telespettatori | Share |
| ------- | ---------------- | ------------------------------------- | -------------- | ----- |
| 1       | 25 ottobre 1999  | Cirino Pomicino e Vauro               |                |       |
| 2       | 1º novembre 1999 | Rocco Siffredi e Luciana Littizzetto  |                |       |
| 3       | 15 novembre 1999 | Asia Argento e Loredana Bertè         |                |       |
| 4       | 22 novembre 1999 | Aldo Busi e Syusy Blady               |                |       |
| 5       | 29 novembre 1999 | Valerio Mastandrea e Mauro Zani       |                |       |
| 6       | 6 dicembre 1999  | Marco Pannella e Enrico Lucci         |                |       |
| 7       | 13 dicembre 1999 | Vincenzo Salemme e Natasha Stefanenko |                |       |
| 8       | 20 dicembre 1999 | Franco Califano e Rosanna Cancellieri |                |       |

### Quarta edizione
| Puntata | Messa in onda    | Protagonisti                         | Telespettatori | Share |
| ------- | ---------------- | ------------------------------------ | -------------- | ----- |
| 1       | 18 ottobre 2000  |                                      |                |       |
| 2       | 25 ottobre 2000  | Fabio Volo e Manuela Arcuri          |                |       |
| 3       | 8 novembre 2000  | Dario Vergassola e Éva Henger        |                |       |
| 4       | 15 novembre 2000 | Corrado Guzzanti e Claudia Gerini    |                |       |
| 5       | 22 novembre 2000 |                                      |                |       |
| 6       | 29 novembre 2000 | Clemente Mastella e Patrizio Roversi |                |       |
| 7       | 6 dicembre 2000  |                                      |                |       |
| 8       | 13 dicembre 2000 |                                      |                |       |
| 9       | 20 dicembre 2000 |                                      |                |       |
| 10      | 3 gennaio 2001   |                                      |                |       |

### Quinta edizione
| Puntata | Messa in onda     | Protagonisti                  | Telespettatori | Share  |
| ------- | ----------------- | ----------------------------- | -------------- | ------ |
| 1       | 13 settembre 2002 | Alessia Marcuzzi e Fabio Volo | 1.667.000      | 10,95% |
| 2       | 20 settembre 2002 | Franco Califano e Eva Robin's | 1.272.000      | 8,09%  |
| 3       | 27 settembre 2002 | Filippo Nardi e Éva Henger    |                |        |
| 4       | 4 ottobre 2002    | Moira Orfei e Platinette      | 2.031.000      | 12,63% |

### Sesta edizione -In viaggio con i Gialappa's
| Puntata | Messa in onda    | Protagonisti                                    | Telespettatori | Share |
| ------- | ---------------- | ----------------------------------------------- | -------------- | ----- |
| 1       | 14 novembre 2016 | Giancarlo Magalli e Giulia Salemi               | 605.000        | 5,70% |
| 2       | 21 novembre 2016 | Diego Abatantuono e Dino Abbrescia              | 490.000        | 3,90% |
| 3       | 28 novembre 2016 | Bruno Barbieri e Carlo Lucarelli                | 560.000        | 4,61% |
| 4       | 5 dicembre 2016  | Mago Forest ed Elisabetta Gregoraci             | 696.000        | 4,16% |
| 5       | 12 dicembre 2016 | Costantino della Gherardesca e Giulia Innocenzi | 723.000        | 5,95% |
| 6       | 2 gennaio 2017   | Geppi Cucciari ed Erri De Luca                  | 777.000        | 5,42% |
| 7       | 9 gennaio 2017   | Giovanni Floris e Mauro Leonardi                | 634.000        | 4,40% |

## Esportazione del format
Il format creato interamente in Italia, è stato poi acquistato ed esportato in molti paesi tra cui Argentina, Cile, Francia e Spagna.